# Tentativas de assassinato a Fidel Castro

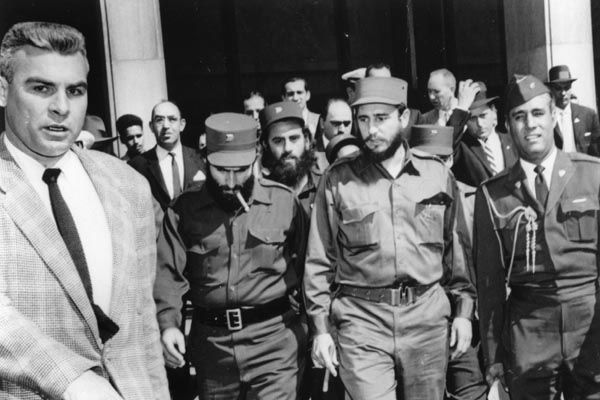
Fidel Castro durante uma visita a Washington, D.C., logo após a Revolução Cubana em 1959.

Várias tentativas fracassadas de assassinar Fidel Castro durante o seu mandato como presidente de Cuba foram feitas pela Agência Central de Inteligência (CIA), dos Estados Unidos.

## Contexto
Após a Segunda Guerra Mundial, os Estados Unidos envolveram-se secretamente numa prática de assassinatos políticos internacionais e tentativas contra líderes estrangeiros. Durante um período considerável, os funcionários do Governo dos EUA negaram veementemente qualquer conhecimento deste programa, visto que ele seria contra a Carta das Nações Unidas. A 5 de março de 1972, Richard Helms, diretor da CIA, declarou que "nenhuma atividade ou operação desse tipo seria empreendida, assistida ou sugerida por qualquer dos nossos funcionários". Em 1975, o Senado dos Estados Unidos convocou o Senate Select Committee on Intelligence (Comité de Seleção de Inteligência do Senado) para estudar as Operações Governamentais com Respeito às Atividades de Informações, presidida pelo Senador Frank Church [en] (D-Idaho). A Comissão Church descobriu que a CIA e outras agências governamentais empregavam uma tática dita de "negação plausível" durante a tomada de decisões relacionadas com assassinatos. Os subordinados da CIA estavam deliberadamente a proteger os funcionários superiores de qualquer responsabilidade ao reterem toda a quantidade de informação sobre os assassinatos planeados. Os funcionários governamentais obtinham a aprovação tácita dos seus atos, utilizando eufemismos e palavras manhosas nas suas comunicações.

## Primeiras tentativas
Segundo o diretor da CIA Richard Helms, os funcionários da Administração Kennedy exerceram uma forte pressão sobre a CIA para "se livrarem de Castro".:148–150 Isto explica o número gigantesco de planos de assassinato, com o objetivo de criar uma impressão favorável sobre o Presidente John F. Kennedy.:25 Houve cinco fases nas tentativas de assassinato, com planeamento envolvendo a CIA, o Departamento de Defesa, e o Departamento de Estado::24–25
- Antes de agosto de 1960
- Agosto de 1960 a abril de 1961
- Abril de 1961 ao final de 1961
- Do final de 1961 ao final de 1962
- De finais de 1962 a finais de 1963

Segundo o colunista Jack Anderson, a primeira tentativa da CIA para assassinar Castro fazia parte da operação de invasão da Baía dos Porcos, mas foram enviadas mais cinco equipas da CIA, a última capturada num telhado no campo de tiro de Castro, no final de fevereiro ou início de março de 1963. O advogado Robert Maheu [en], que na altura trabalhava como cutout [en] da CIA, foi identificado como o líder da equipa, que recrutou Johnny Roselli [en], um jogador com contactos na Máfia italo-americana e no submundo cubano. A CIA designou dois oficiais de operações, William King Harvey [en] e James O'Connell, para acompanhar Roselli a Miami, de modo a recrutar as equipas efetivas.

## Envolvimento da Máfia

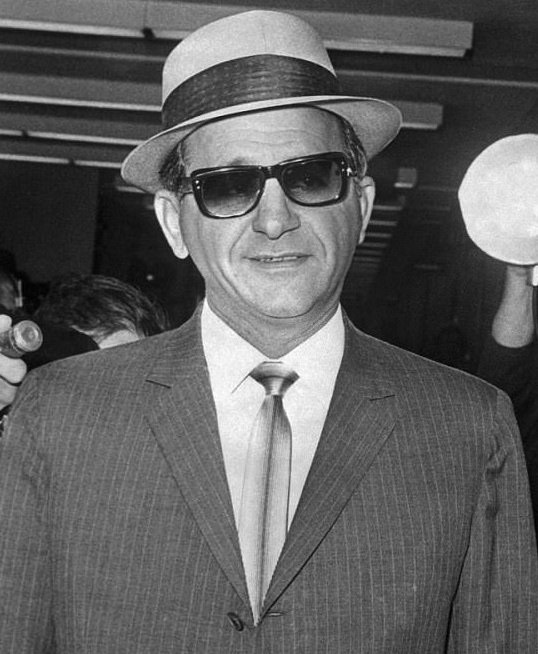
Sam Giancana, o chefe do sindicato do crime de Chicago

Segundo documentos da CIA — as chamadas Joias de Família (Family Jewels) — que foram desclassificados em 2007, uma tentativa de assassinato de Fidel Castro antes da invasão da Baía dos Porcos envolveu os mafiosos americanos Johnny Roselli, Salvatore Giancana e Santo Trafficante.
Em setembro de 1960, Momo Salvatore Giancana, um sucessor de Al Capone no Chicago Outfit, e o líder do Miami Syndicate Santo Trafficante, que estavam ambos na lista dos Dez Mais Procurados do FBI nessa altura, foram indiretamente contactados pela CIA sobre a possibilidade do assassinato de Fidel Castro. Johnny Roselli, membro do Las Vegas Syndicate, foi utilizado para ter acesso aos patrões da Máfia. O intermediário da CIA foi Robert Maheu, que se apresentou como representante de várias empresas internacionais em Cuba que foram expropriadas por Castro. A 14 de setembro de 1960, Maheu encontrou-se com Roselli num hotel da cidade de Nova Iorque e ofereceu-lhe 150.000 dólares para a "eliminação" de Castro. James O'Connell, que se identificou como o associado de Maheu, mas que, na verdade, era o chefe da divisão de apoio operacional da CIA, esteve presente durante a reunião. Os documentos desclassificados não revelaram se Roselli, Giancana ou Trafficante aceitaram o pagamento adiantado para a ação. De acordo com os arquivos da CIA, foi Giancana quem sugeriu comprimidos de veneno como meio de envenenar a comida ou bebidas de Castro. Tais comprimidos, fabricados pela Divisão de Serviços Técnicos da CIA, foram entregues ao indicado de Giancana chamado Juan Orta. Giancana recomendou Orta como sendo um funcionário do governo cubano, que tinha acesso a Castro.
Alegadamente, após várias tentativas fracassadas de introduzir o veneno na comida de Castro, Orta exigiu abruptamente ser dispensado da missão, entregando o trabalho a outro participante anónimo. Mais tarde, uma segunda tentativa foi montada através de Giancana e Trafficante usando o Dr. Anthony Verona, o líder da Junta do Exílio Cubano, que, segundo Trafficante, se tornara "descontente com o aparente progresso ineficaz da Junta". Verona solicitou US$10.000 em despesas e US$1.000 em equipamento de comunicações. No entanto, desconhece-se até onde foi a segunda tentativa, dado que a tentativa de assassinato foi cancelada devido ao arranque da Invasão da Baía dos Porcos.
Em 26 de outubro de 2017, documentos desclassificados revelaram que o Procurador-Geral dos EUA Robert Kennedy hesitou em recrutar a máfia nas tentativas de assassinato de Castro devido ao combate de Fidel contra o crime organizado.

## Tentativas posteriores
A comissão Church declarou que substanciou oito tentativas da CIA para assassinar Fidel Castro em 1960-1965.:71 Fabián Escalante [es] um chefe de contraespionagem reformado cubano, que fora encarregado de proteger Castro, estimou o número de planos de assassinato ou tentativas reais da CIA ser 638, num projeto com o nome de Ação Executiva, e dividiu-os entre as administrações dos EUA da seguinte forma.

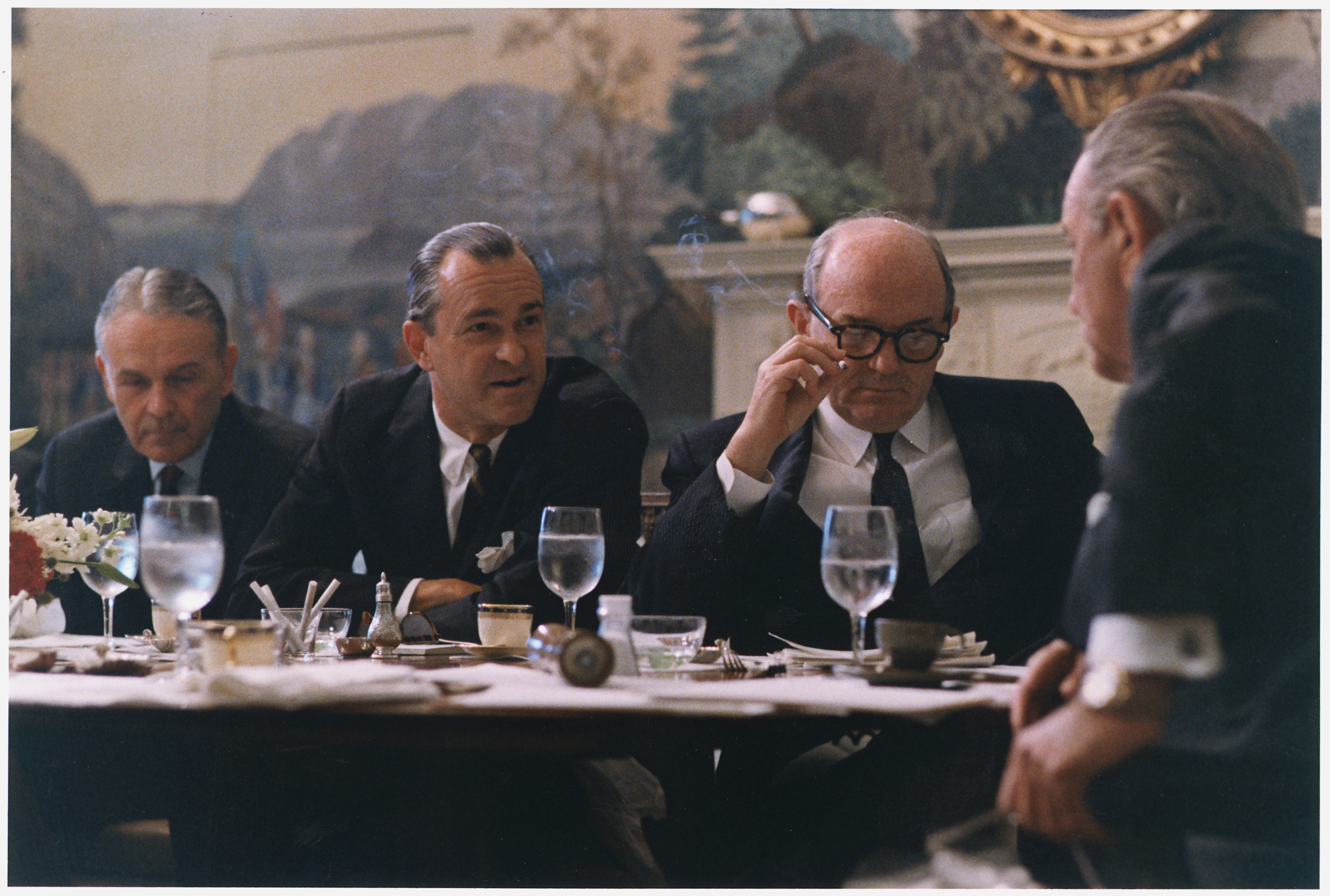
O diretor da CIA, Richard Helms, com o presidente Lyndon B. Johnson

- Dwight D. Eisenhower (1959-1961): 38
- John F. Kennedy (1961–1963): 42
- Lyndon B. Johnson (1963-1969): 72
- Richard Nixon (1969-1974): 184
- Jimmy Carter (1977–1981): 64
- Ronald Reagan (1981-1989): 197
- George HW Bush (1989-1993): 16
- Bill Clinton (1993–2001): 21

Algumas delas faziam parte do programa secreto da CIA apelidado de Operação Mangusto, com o objetivo de derrubar o governo cubano. As tentativas de assassinato incluíam charutos envenenados com toxina botulínica, um fato de mergulho infetado com tuberculose, juntamente com um búzio armadilhado colocado no fundo do mar, um charuto explosivo [en] (Castro adorava charutos e mergulhar, mas deixou de fumar em 1985), uma caneta esferográfica contendo uma seringa hipodérmica pré-carregada com a mistura letal Blackleaf 40, tentativas de execução ao estilo mafioso e simples, entre outras. Havia planos para assassinar Castro numa explosão durante a sua visita ao museu de Ernest Hemingway em Cuba.

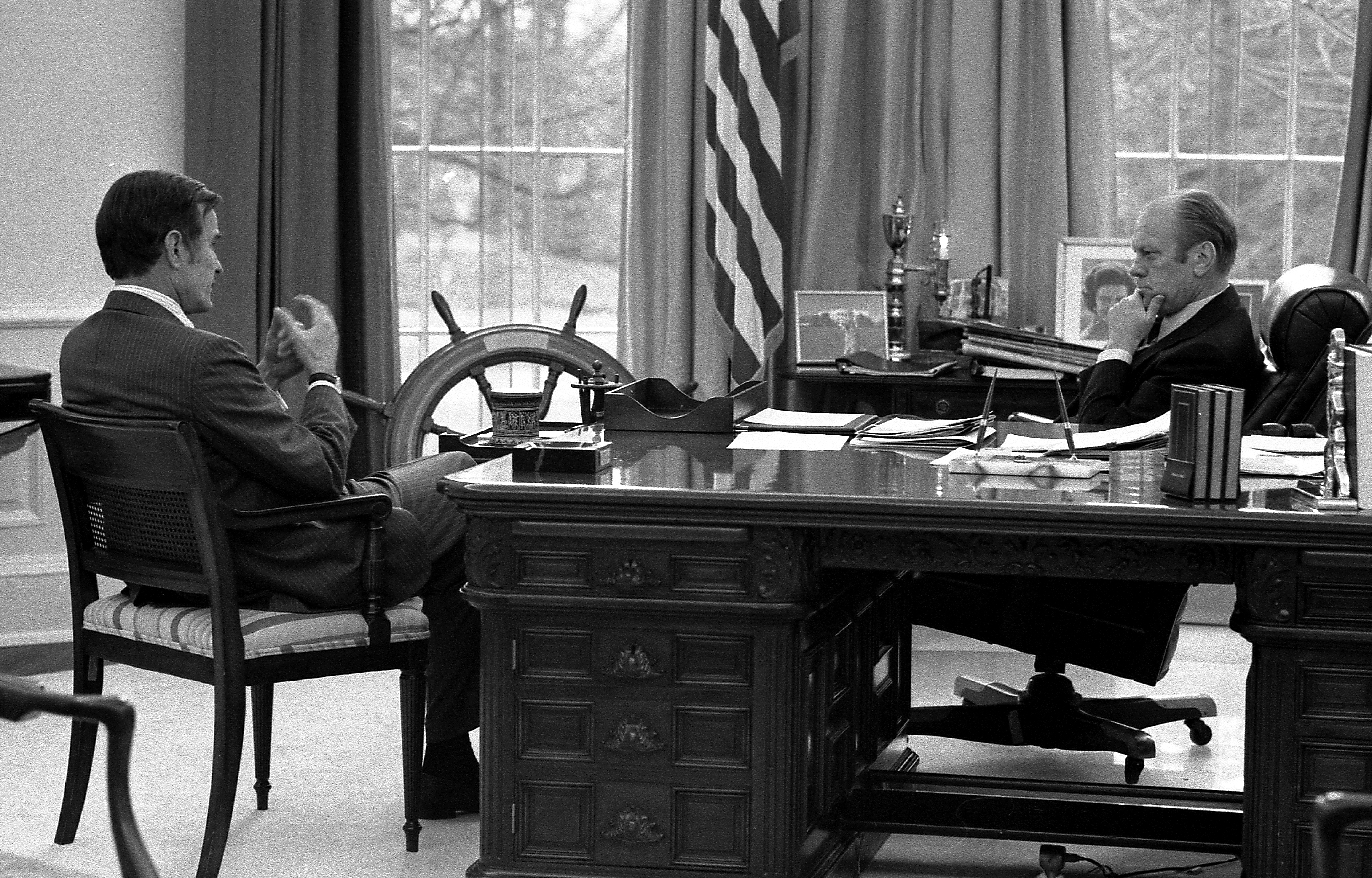
Reunião do diretor da CIA, George HW Bush com o presidente Gerald Ford

Alguns dos enredos foram retratados num filme documentário intitulado 638 Ways to Kill Castro [en] (2006)  exibido no Canal 4 da televisão de serviço público britânica. Uma destas tentativas foi da sua ex-amante  Marita Lorenz, que conheceu em 1959. Ela concordou em ajudar a CIA e tentou contrabandear para o seu quarto um frasco de creme frio contendo comprimidos de veneno. Quando Castro soube das suas intenções, deu-lhe uma arma e disse-lhe para o matar — mas não conseguiu. Algumas conspirações que visavam não assassinato, mas sim assassinato de caráter [en]; envolveram, por exemplo, o uso de sais de tálio para destruir a famosa barba de Castro,:30 ou a laceração do seu estúdio de rádio com LSD para lhe causar desorientação durante a emissão e prejudicar a sua imagem pública. Quando Castro viajou para o estrangeiro, a CIA cooperou com exilados cubanos para algumas das mais graves tentativas de assassinato. A última tentativa de assassinato de Castro, documentada, foi em 2000, e envolveu a colocação de 90 kg de explosivos debaixo de um pódio no Panamá, onde ele daria uma palestra. A equipa de segurança pessoal de Castro descobriu os explosivos antes de chegar.
Castro disse uma vez, em relação às inúmeras tentativas de assassinato feitas, que "[s]e houvesse um evento Olímpico de sobreviver a tentativas de assassinato, ganharia a medalha de ouro".
A CIA em 1962 considerou um plano chamado "Operação Bounty", que teria implicado largar panfletos sobre Cuba oferecendo recompensas financeiras à população cubana pelo assassinato de vários indivíduos, incluindo $5.000 a $20.000 para informantes, $57.000 para chefes de departamento, $97.000 para comunistas estrangeiros a operar em Cuba, até $1 milhão para membros do governo cubano, e apenas $0,02 para o próprio Castro, o que significava "denegri-lo" aos olhos do povo cubano. O documento ultrassecreto que revelou o plano, que nunca foi posto em prática, era um dos 2.800 relacionados com a investigação federal do assassinato de Kennedy, que foram libertados, como previsto, em outubro de 2017.

## Repercussões
Além das tentativas contra Fidel Castro, a CIA foi acusada de envolvimento no assassinato de líderes estrangeiros como Rafael Trujillo, Patrice Lumumba e Ngo Dinh Diem. A Comissão Church rejeitou o assassinato político como instrumento de política externa e declarou ser "incompatível com os princípios americanos, a ordem internacional e a moralidade".:1 Recomendou ao Congresso que considerasse a elaboração de um estatuto para erradicar tais ou similares práticas, que nunca foi introduzido. Em vez disso, o Presidente Gerald Ford assinou em 1976 o Decreto Executivo 11905 [en], que declarava que "[n]enhum funcionário do governo dos Estados Unidos se envolverá ou conspirará no assassinato político".